# ダーニシュマンド
ダーニシュマンドジ（ペルシア語：دانشمندجی Danishmandji、生年不詳 - 1348年）は、西チャガタイ・ハン国の初代ハン。ペルシア語で「ダーニシュマンドدانشمند（dāneshmand）」は「学者、知者」を言い、接尾語「-چی / -ジ」は「〜する者、〜屋」のような意味（トルコ語・ペルシア語で共通）。

## 生涯
オゴデイの子メリクの孫ヒンドゥの子。
1346年にカザンがアミールのカザガンに殺害されるとマー・ワラー・アンナフルにおいてカザガンに君主として擁立された。西チャガタイ・ハン国の君主はテュルク系アミールの傀儡であり、ダーニシュマンドジもカザガンに殺害された。
死後、子のソユルガトミシュが新たな君主として擁立された。